# シュテムヴェーデ
シュテムヴェーデ（ドイツ語: Stemwede, ドイツ語発音: [ʃtɛmˈveːdə] ( 音声ファイル)、低地ドイツ語: Stemwäide）は、ドイツ連邦共和国ノルトライン＝ヴェストファーレン州デトモルト行政管区のミンデン＝リュベッケ郡に属す町村（以下、本項では便宜上「町」と記述する）である。この町は州内で最も人口密度が低い町の1つである。レーフェルン、デステル、ヴェーデムの集落は969年に初めて文献に記録されている。現在の自治体としてのシュテムヴェーデは、1972年まで独立した自治体でアムト・レーフェルンまたはアムト・ディーリンゲン＝ヴェーデムに属していた13の町村が合併して1973年に成立した。

## 地理

### 位置
シュテムヴェーデはノルトライン＝ヴェストファーレン州の北東部に位置する。この町は、オストヴェストファーレン＝リッペ地方（デトモルト行政管区にほぼ相当する）北部、ミンデン＝リュベッケ郡の北西に位置する。州最北端であるNRW-ノルトプンクトに近いデュンマー自然公園内にあたる。最寄りの大都市はオスナブリュック（30km 南西）とビーレフェルト（45km 南）である。

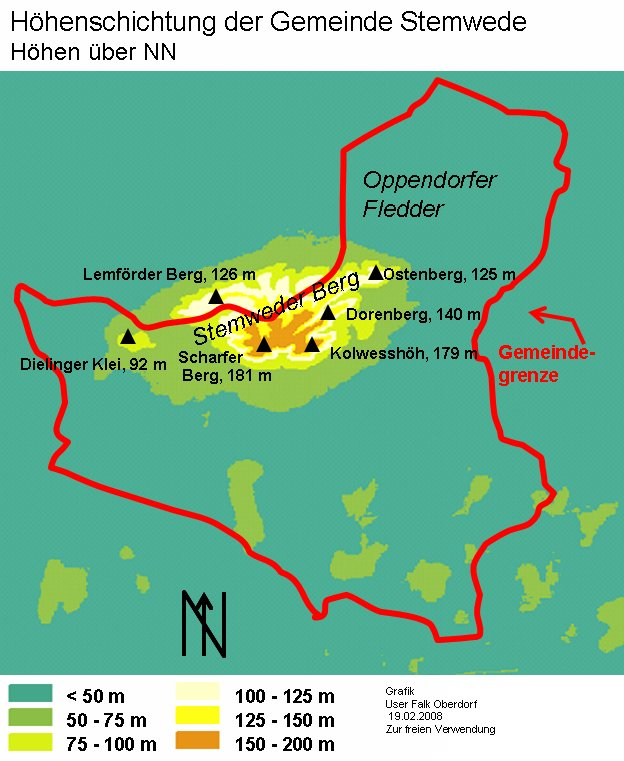
シュテムヴェーデの地形図

シュテムヴェーデは文化的にはミンデナー・ラント地方に属す。自然環境上は完全に北ドイツ低地のゲースト地形（氷河谷に砂が堆積した地形）に位置する。さらに小分類ではデュンマー＝ゲースト地方にあたる。この名の由来であるデュンマー湖はこの町の北約4kmに位置している。デュンマー＝ゲースト低地はさらに2つの地域に分けられる。このうち、シュテムヴェーデは、その大半がラーデン＝ディーペナウアー・ゲーストに属す。町の北部はディープホルツァー低湿地に及ぶ。
町域はほぼ平らで、起伏はわずかである。ただし北部にはシュテムヴェーダー山（シュテンマー山地ともいう）がある。その最高峰はヴェストルプ集落の近くにあるコルヴェスヘー（海抜181.4m）で、その北西に隣接してシャルフェ山（海抜180.1m）がある。この小さな山並みは中低山地の孤立した支脈である。その南側のレーフェルナー丘陵、ズンデルナー丘陵、および西側のディーリンガー・クライは周囲から抜きんでるような高さではない。町の北東部にはオッペンヴェーアー湿地が広がり、海抜38mの町内最低点が位置している。町域内で海抜100m以上の地域は6.5km2（4%以下）であり、150m以上は1.5km2（1%以下）に過ぎない。
町内の水域のほとんどが、一定の間隔でこの地域の排水を担うように造られた運河である。これらは人工的に設けられたもので、支流と本流からなる古典的な流路システムを形成している。一番大きな川は、南から北に町内を貫くグローサー・ディークフルスである。町の東部の排水の多くはこの川に拠っている。シュテムヴェーデの東町境近くを流れるグローセ・アウエ川に直接流れ込む町南東部のいくつかの小さな川も排水に寄与している。町の西部はシュテムヴェーデの東の町境から約400m向こう側を流れるフンテ川の流域である。従って、この町はその全域がヴェーザー川流域にあたる。

### 土地利用
シュテムヴェーデの人口密度は85人/km2で、郡内で最も人が疎らな町である。森林が少なく、基本的には入植可能な土地が比較的多い環境であることを考え合わせると一層奇異である。6,000人の人口のほぼ半数が、3つの大きな集落であるレーフェルン、ディーリンゲン、ヴェーデムに集中している。これに対して、町の中央部分や最北部は特に人口密度が低い地域である。大きな森林地域としては、森に覆われたシュテムヴェダー山やレーフェルン近郊のレーファー・ヴァルトがある。土地利用の概要を以下の表に示す。
| 土地利用別面積 | 農業用地 | 森林   | 住宅・交通用地 | 水域  | その他 |
| -------------- | -------- | ------ | -------------- | ----- | ------ |
| 面積 (ha)      | 12,413   | 1,804  | 1,837          | 384   | 175    |
| 占有率         | 74.7 %   | 10.9 % | 11.1%          | 2.3 % | 1 %    |

Quelle: 州データ管理・統計局

### 町域の広がり
この町の面積は165.29km2である。南北は約17km、東西も最大約17kmである。

### 隣接する市町村
シュテムヴェーデは、東はラーデンとエスペルカンプ、南はプロイシシュ・オルデンドルフ（以上、ミンデン＝リュベッケ郡）と境を接する。西と北はニーダーザクセン州で、時計回りに、バート・エッセン、ボームテ（ともにオスナブリュック郡）、レムフェルデ、ブロックム、シュテムスホルン、クヴェルンハイム（いずれもザムトゲマインデ・アルテス・アムト・レムフェルデに属す）およびヴァーゲンフェルト（旧アムト・レムフェルト、現在はディープホルツ郡に属す）

### 町の構成
シュテムヴェーデは、1973年1月1日にビーレフェルト法に基づいて、旧アムト・ディーリンゲン＝ヴェーデムとアムト・レーフェルンに属す町村が合併して成立した。この町の基本条例 §4 によれば、シュテムヴェーデの町域は以下のヴェツィルク（大地区）とオルトシャフト（集落、小地区）からなる。
| ベツィルク                 | オルトシャフト |  |
| -------------------------- | --- |  |
| レーフェルン (Levern)      | - レーフェルン (Levern) - ズンデルン (Sundern) - ニーダーメーネン (Niedermehnen) - デステル (Destel) - ツヴィーハウゼン (Twiehausen) |  |
| ディーリンゲン (Dielingen) | - ドローネ (Drohne) - ディーリンゲン (Dielingen) - ハルデム (Haldem) - アレンカンプ (Arrenkamp)                                      |  |
| ヴェーデム (Wehdem)        | - ヴェストルプ (Westrup) - ヴェーデム (Wehdem) - オッペンドルフ (Oppendorf) - オッペンヴェーエ (Oppenwehe)                           |  |

### 気候
シュテムヴェーデの気候は、中央ヨーロッパの海洋性気候と大陸性気候との移行地域に位置することと北ドイツ低地に位置することに支配されている。この地域は基本的には海洋性気候であるが、ときおり大陸性気候の影響を受ける地域にあたる。冬は大西洋の影響によりおおむね穏やかであり、夏はほどほどに暑く、降水は一年を通じて比較的平均してある。降水をもたらす風は、主に西風および南西の風である。シュテムヴェーデの気候は、自然環境が類似した隣のラーデンのそれと本質的に違いはない。年間平均気温は約9.3℃で、シュテムヴェーダー山付近ではこれより0.5℃低い。年間降水量は町の東部で約650mm前後、西部や北部では約700mm前後である。この町の東部はオストヴェストファーレン地方で最も乾燥した温暖な地域の一つである。

## 歴史

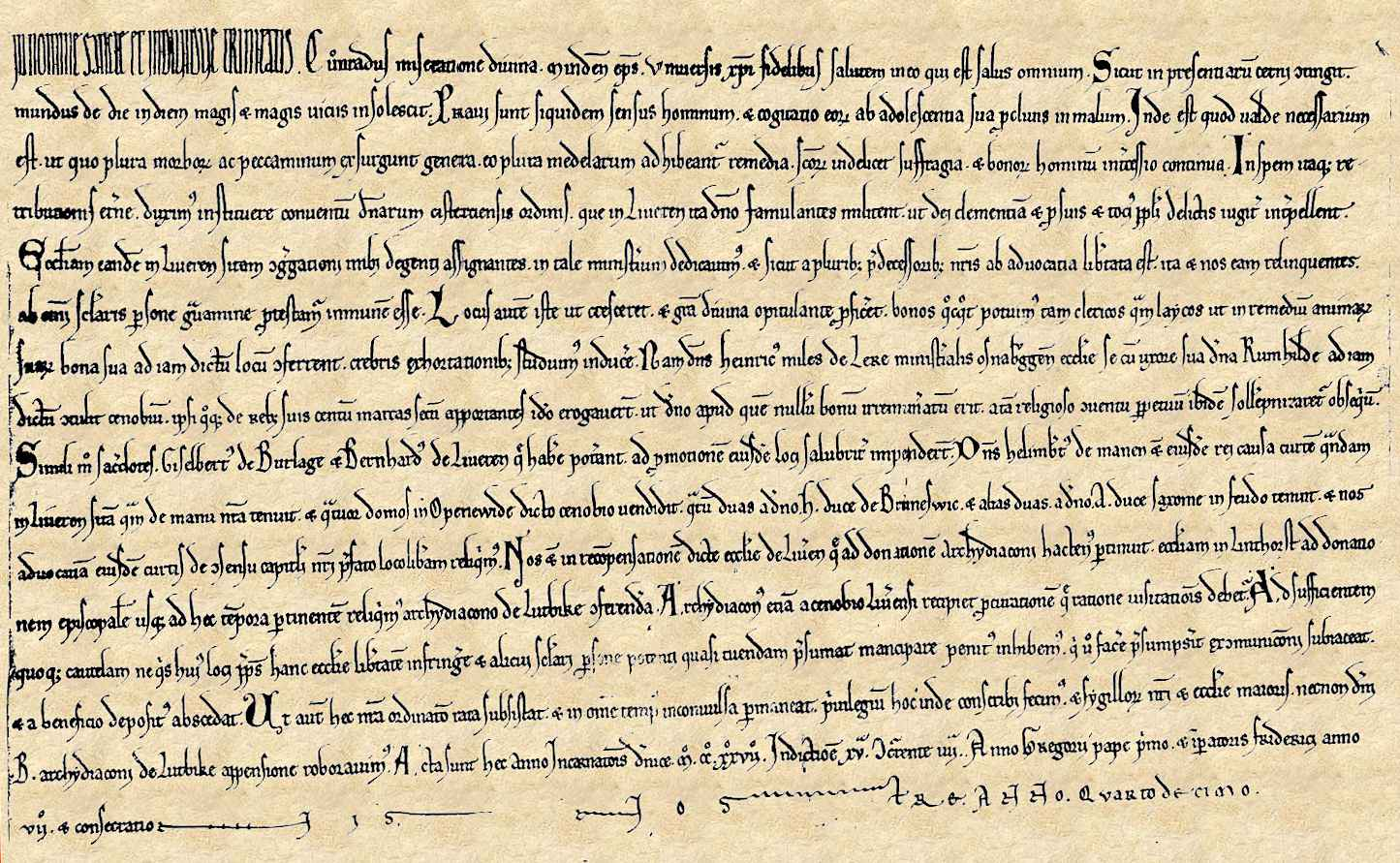
レーフェルンの修道院に関する1227年の文書

969年の司教の文書に、騎士ローデがミンデン聖堂に農場、農奴などを寄贈したことが記録されている。当時のミンデン司教はミーロ・フォン・ミンデンであった。この文書にはレーフェルン、デステル、ヴェーデムの集落が初めて言及されている。1055年には司教エーギルベルト・フォン・ミンデンが Arnicambe（現在のアレンカンプ）に分農場を有していたことが報告されている。1198年、オスナブリュックの文書にシュテムヴェーデの名が初めて記されている。1227年、騎士のヴルフリート・デ・アルネカンプ（＝アレンカンプ）の名前が現れる。彼は、立会人として登場し、1224年にはアレンカンプの屋敷をオスナブリュック司教座聖堂参事会に売却している。1227年、ミンデン司教コンラート1世フォン・リューデンベルクはレーフェルンにシトー会修道院を創設し、教皇グレゴリウス9世は1228/31年にこの修道院に対する保護状を発布した。13世紀にはディーリンゲンの聖マリア教会の礎石が置かれ、ミンデン司教によってハルデム城館が建設された。1368年、フライグラーフ・シュテムヴェーデ領（フライグラーフとは、ヴェストファーレンで行われた秘密裁判の判事職である）の裁判権がミンデン司教および聖堂参事会に移された。これによりこの地域は完全にミンデン司教領の構成要素となった。1558年にレーフェルンの修道院は宗教改革によって世俗の貴族のための婦人養老院とされた。現在のシュテムヴェーデの地域は1648年にミンデン司教領とともに、ブランデンブルク＝プロイセンのミンデン侯領となった。

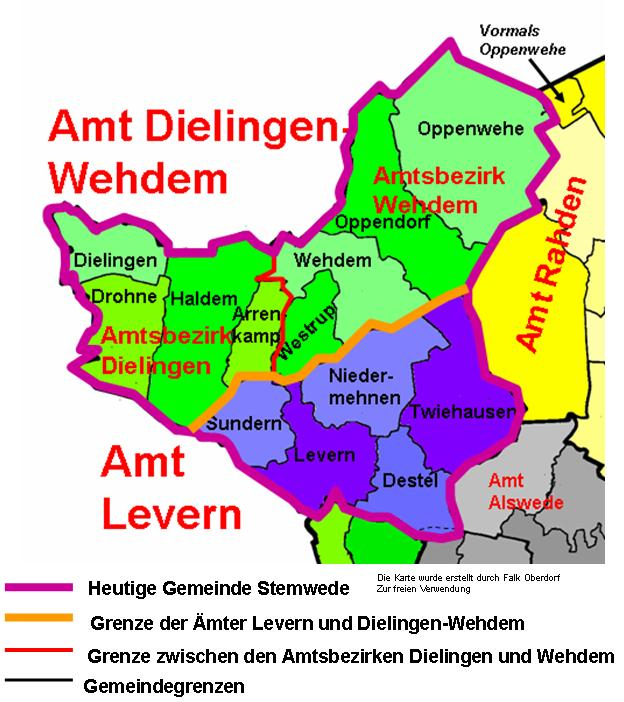
現在の町域と旧アムトの構成

1806年にナポレオンはこの地域を占領し、現在のシュテムヴェーデは1807年にヴェストファーレン王国ヴェーザー県の一部となり、さらに1811年にはフランス帝国オーバー・エムス県に編入された。1810年に婦人養老院はナポレオンによって廃止された。ナポレオン支配の終焉後、1813年に再びプロイセン領となった。新たな行政機構は1816年までに構築された。この地域はプロイセンのヴェストファーレン州北東部を占めることとなり、新たに創設されたラーデン郡（後のリュベッケ郡）に属した。1843年からは現在の町域はアムト・ディーリンゲン、アムト・ヴェーデム、アムト・レーフェルンで構成されることとなった。アムト・ディーリンゲンとアムト・ヴェーデムはしばしば暫定的に連合を繰り返した。アムト内にはすでに、現在の小地区が個別の町村として存在していた。1943年12月16日、オッペンドルフで1,800kgの爆弾と大量の焼夷弾を搭載したイギリス軍爆撃機が墜落した。19件の農家が破壊され、死亡者（その数は確定していない）が出た。現在のシュテムヴェーデの町域における戦争被害は、これだけではなかった。1945年4月4日、レーフェルンでドイツ兵がイギリス軍前衛部隊を襲撃し、戦闘がなされた。この戦闘で、10人のドイツ兵、6人のイギリス軍戦闘員、6人の一般住民が死亡し、レーフェルンおよび周辺集落の50棟以上の建物が破壊され、あるいは損傷を受けた。

### 町村合併
1973年1月1日に発効した自治体再編以前、小地区はアムトに属す独立した町村であった。アムト・ディーリンゲン＝ヴェーデムに属したのがアレンカンプ、ディーリンゲン、ドローネ、ハルデム、オッペンドルフ、オッペンヴェーエ、ヴェーデム、ヴェストルプであり、アムト・レーフェルンにはデステル、レーフェルン、ニーダーメーネン、ズンデルン、ツヴィーハウゼンが属した。小さなあまり重要でない土地がこの期限までに整理された他、オッペンヴェーエ東部の小さな部分が同日に成立したラーデン市の一部に編入された。1973年1月1日以降、さらなる合併や分割はなされていない。シュテムヴェーデの名前は中世後期のフライグラーフ・シュテムヴェーデに由来する。

### 宗教
ミンデン司教領がプロテスタントの教義を受け容れ、遅くとも1648年までに世俗化がなされ、プロテスタント国家プロイセンのミンデン侯領に編入されて以後、この町の住民は完全にプロテスタント＝ルター派の信者である。プロテスタント住民は、オッペンヴェーエ、レーフェルン、ディーリンゲン、ヴェーデムのプロテスタント＝ルター派教会組織に属している。これ以外の宗教組織の拠点や教会はシュテムヴェーデにはない。
シュテムヴェーデの宗教分布の間接的な証拠として、この町の学生の宗教分布がある。これによれば、78.9%がプロテスタント、6.7%がカトリック、2.5%がイスラム教、3.9%がその他の宗教を信仰し、7.8%が無宗教である。

## 行政

### 首長
ゲルト・リバック (CDU) は2009年8月30日に60.24%の票を獲得して町長に就任した。2015年9月13日の町長選挙では、FDP の州議会議員であったカイ・アプルスツァートが 56.8 % の票を獲得して新しい町長に選出された。

### 議会

シュテムヴェーデの旗

シュテムヴェーデの町議会は32議席からなる。

### 紋章
シュテムヴェーデの町の1999年11月18日に制定された基本条例 § 2 によれば、シュテムヴェーデは1975年2月6日の行政管区長官の文書によって紋章、旗、幟の使用を許可された。
紋章の図柄: 青地。基部の三峰の金色（黄色）の山の上に金色（黄色）の下向きの剣。その両側に2つの銀（白）のユリ。
三峰の山はシュテムヴェーダー山である。剣は裁判権を象徴するもので、ヴェーデムに昔法廷があったことを示している。また、剣はヴェーデムの騎士ゲールケ・ヴェーデハムの1441年の印章に由来するものでもある。剣は、アムト・ディーリンゲン＝ヴェーデムの紋章にも使われていた。ユリは修道院の町レーフェルンの紋章であり、この地区に修道院があった歴史を示している。
旗は白地と青地に上下二分され、旗竿寄り中央に町の紋章が描かれている。

## 文化と見所

### 演劇
ハイマートビューネ・シュテムヴェーダー・ベルクは低地ドイツ語の演劇上演がなされる。アマチュア劇団オッペンヴェーエはアドヴェントに公演を行っている。レーフェルンの若者で組織されるアマチュア劇団「クライネ・ビューネ」（小劇団の意）は秋に高地ドイツ語および低地ドイツ語の作品をレーフェルン祝祭ホール小ホールで上演している。

### 博物館
1714年建造の旧司教館内のレーフェルン郷土館はレーフェルン修道院およびその所在地としての村の歴史を展示している。展示されているのは織物や糸紡ぎといった家内制手工業の道具や地域の民族衣装などである。この郷土館を運営しているレーフェルン郷土協会e.V.は夏期になるとレーフェルンの風車を使って粉挽きやパン焼きの再現実演を行っている。結婚式場としても用いられるヴェーデム郷土館は昔の生活、仕事、衣装を展示している。ヴェーデムの古い教会の時計やヴェーデムからアメリカへ移住した人々の記録なども展示されている。

### 音楽
シュテムヴェーデには、エスペルカンプとラーデンおよびシュテムヴェーデで結成している音楽教育連盟の分施設がある。シュテムヴェーデでは2つの祭や、その他の音楽イベントが開催される。これらは2つの文化サークルによって運営されている。

### 建造物

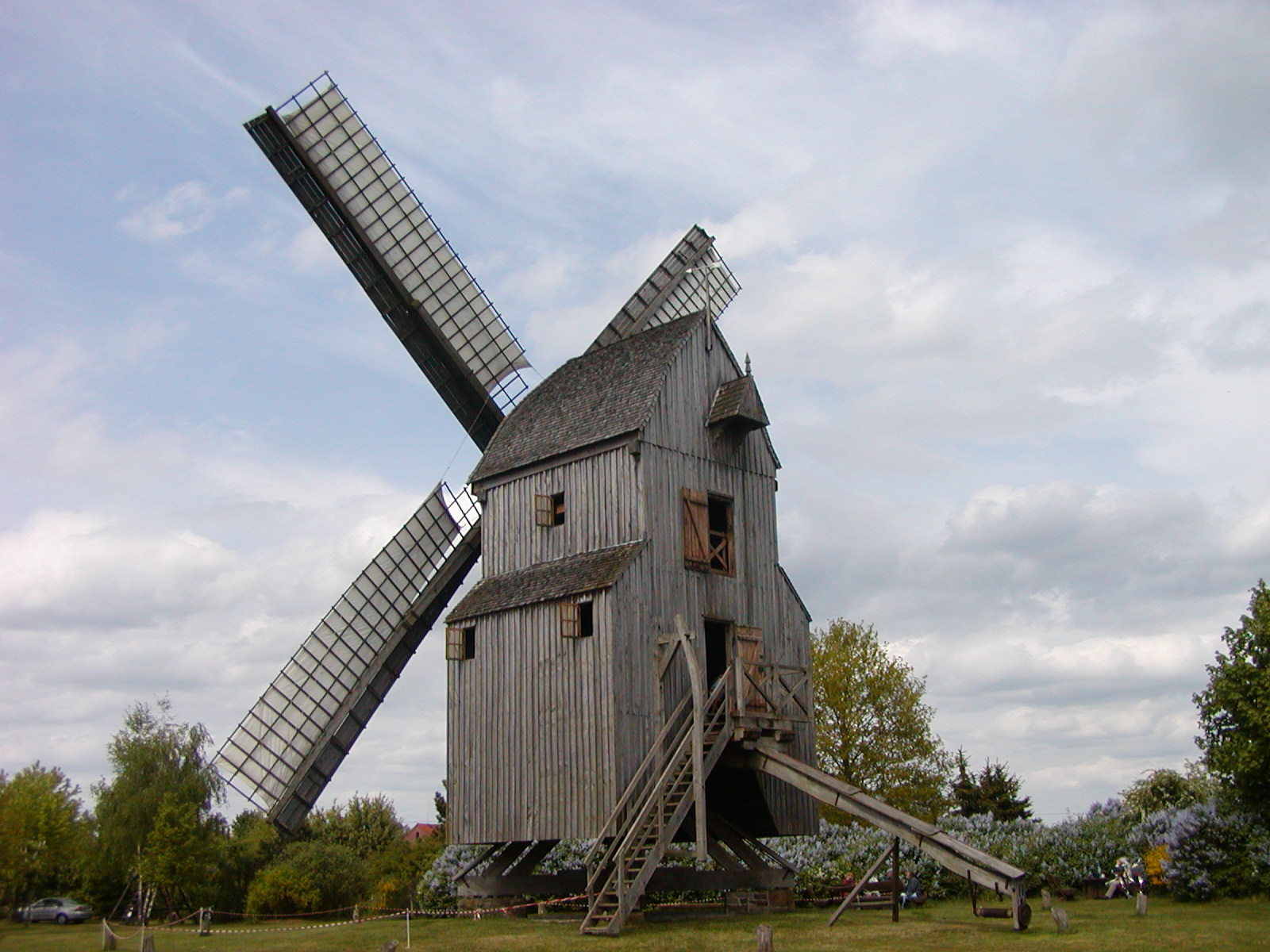
オッペンヴェーエのボック風車

シュテムヴェーデには3基の風車が遺されており、いずれもヴェストファーレン風車街道の一部となっている。
- デステルの風車: ギャラリー付きのオランダ風車で19世紀の初めに木組み建築で建設された。8角形のこけら葺き建築は、本来の機能部分が取り除かれている。
- オッペンヴェーエのボック風車: この風車は1705年に建造され、1989年から1992年にかけて完全に修復された。風車の機構は保存されており、粉挽きが可能である。この風車には2つの方向に張り出し部があるが、この種の建築としてはドイツに遺された最後のものである。
- レーフェルンのコルトフシェ・ホーフマールミューレ: この風車は1922年に建設され、1959年までは稼働していた。このオランダ式のギャラリー付き風車は1980年から81年に移築され、修復された[4]。

ドローネにはかつて世界最大であった風力発電用風車がある。
- デステルの風車
- レーフェルンの風車

その他の建造物や見所は以下の通りである。

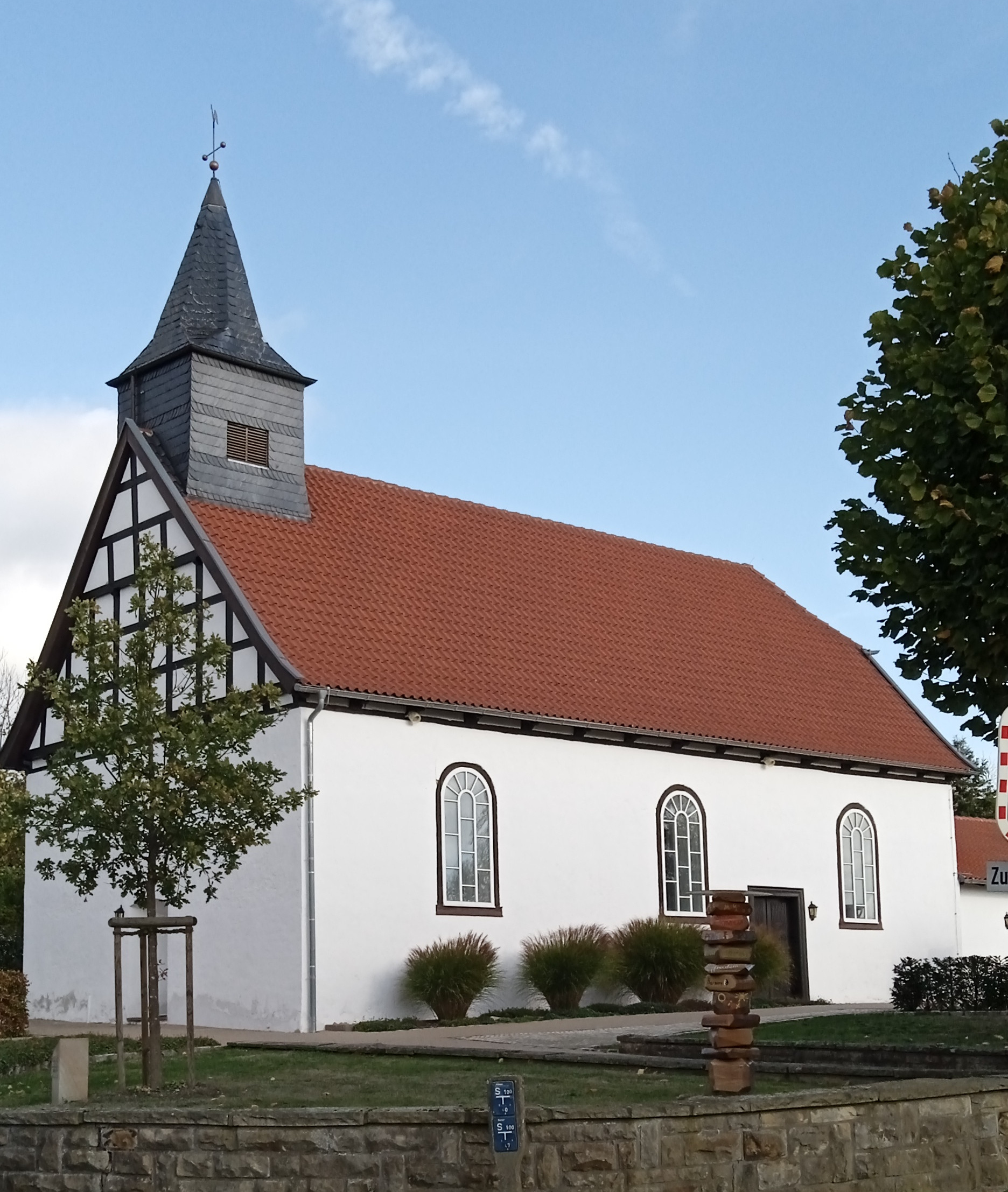
ハルデムの聖十字礼拝堂

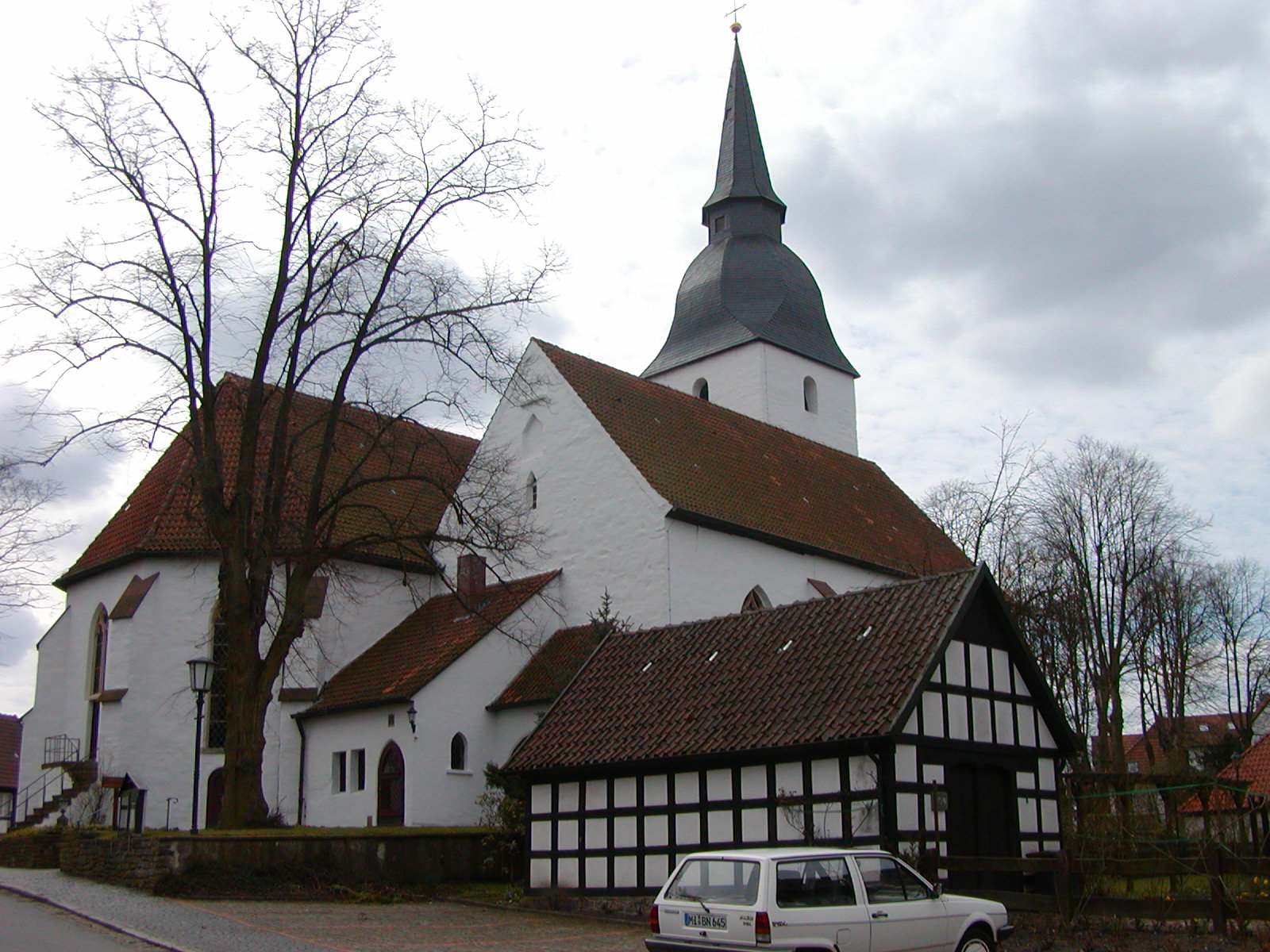
レーフェルンの教会

- ハルデム城: この城館は13世紀または14世紀にシュテムヴェーダー山の南斜面にあったミンデン司教の旧騎士領であった。バロック様式の建物はほぼ1703年に建設されたものである。城に関する記述は1236年に初めて記録され、婦人養老院として使われた後、現在は処置刑務所（薬物中毒犯罪者を収監し、処置・リハビリを行う施設）として利用されている。
- ディーリンゲンの聖マリア教会: 歴史的な教会広場を有するプロテスタント教会は、1225年頃に建設された、大きな西塔を有する十字型のホール式教会である。初代の教会はおそらく800年頃に建立された。ディーリンゲンはカール大帝に征服された異教のザクセンに設けられた最も古い教区の一つである。教会内には17世紀のバロックオルガンがある。また1900年頃に造られた「丘の上のイエス」と呼ばれる窓がある。
- ハルデムの聖十字礼拝堂: この教会は15世紀後半に建てられ、1621年の木造の2階席と木組みの破風を有している[4]。
- ヴェーデムのプロテスタント教会: この教区は、司教ミーロ・フォン・ミンデンの時代（在職: 969年 - 996年）に記録されている。この時代には教会堂はなかったがと推測されるが、ヴェーデム (Wehdem) という名は教会の記録によれば Wedum であり、これは "Weihethum" すなわち「神の聖域」と同義である。文書によれば、1330年に教会の所領はレーフェルン修道院に売却され、ヴェーデム「最初の」教会堂の建設が記録されている。しかし、ヴェーデムの教会堂はそれ以前に建てられていたはずである、1283年にすでにヴェーデムのplebanus（教会参事）に関する記述があるからである。1801年から1803年に新しい教会堂が建設された。塔は1853年から1855年に増築された。この新しい教会は1330年の古い教会よりも山の高い位置に建設された。1605年の祭壇や内装の一部は古い教会から移されたものである。新しいオルガンは1971年にオスナブリュックのオルガン作者のヨハネス・ヴォルフラムによって建造された。
- レーフェルンのプロテスタント教区・修道院教会: 二重教会（教区教会と修道院教会とからなる）を有する婦人養老院の見応えある歴史建築は、レーフェルンの中心部、レーフェルナー丘陵に建つ。この教会の最初の記録（1000年頃まではまだ木造教会であった）は、司教ミーロ・フォン・ミンデンの時代に見られる。現在の不規則な二廊式ホール教会は、1828年まで完全に分離された教会に由来する。一つは15世紀後半に建てられた2棟式の後期ゴシック様式の教区教会であった。教区教会の設立は17世紀に遡る。もう一つは1283年5月1日に司教フォルクイン・フォン・シュヴァーレンベルクによって聖別された修道院教会である。内陣を持たないヴォールトで構成されたホールは、二重教会の北の側廊をなしている。1283年から1558年まではレーフェルン修道院の修道院教会として、その後1810年までは世俗の婦人養老院の施設教会として利用された。分厚い壁を持つ現在の教会は1500年頃にその起源がある。1582年に古い塔が高くされ、補強がなされた。聖具室は1603年にバロック様式の塔の円蓋は1715年に建設された。レーフェルンの教会と修道院は1679年にフランス軍によって破壊された。2階席やそれに付随する内部の階段室は1914年に設けられ、周辺に多くの広場が造られた。教会周辺には、かつての修道院の建物が数多く遺っており、「シュティフツドルフ・レーフェルン」（修道院村レーフェルン）の中核をなしている。
- オッペンヴェーエのマルティーニ教会: 1931年に完成し、1967年に増改築がなされたマルティーニ教会は、オッペンヴェーアー・クルース（オッペンヴェーエの礼拝堂）の後継として建てられた。オッペンヴェーエの礼拝堂は1699年（あるいは1648年）、この集落がまだヴェーデム教区の一部だった時代に建てられた木組み建築の礼拝堂であった。マルティーニ教会は、一部の窓をこの古い礼拝堂から引き継いだ。この礼拝堂にもさらに先行する建物があった。最も古い礼拝堂は、おそらく1330年以前にすでにあった。この年にヴェーデムに新しい教会が建てられ、ヴェーデム教会区（オッペンヴェーエもその管轄下にあった）の主教会となったことが初めて記録されているからである。オッペンヴェーエの古い礼拝堂はおそらく散発的に用いられただけで、三十年戦争で破壊された。
- ディーリンゲンの旧牧師館: この館は1834年に建設された人目を引く木組み建築である。1985年から86年に修復され、現在はビール醸造所および図書館に利用されている。
- 旅館/旧アムト・レーフェルン庁舎: この建物は17世紀に建造され、かつては馬車の馬を交代させる郵便駅舎や旅館として利用された。大きく突き出した破風には多くの装飾や銘文が刻まれている。
- ブッシェ＝イッペンブルク家やホルスト家の廟所
- シュリヒテン・ブリンクの墳丘墓（ヒューネングラープとも呼ばれる）は直径17mの後期青銅器時代（紀元前1500 - 500年）にアレンカンプ近郊のシュテムヴェーダー山中ヴァイセン・ヴェク沿いに造られた墓である。フリードリヒ・ランゲヴィーシェの発掘により1935年に壷の跡が発見された。この事から、この墓は墓泥棒に盗掘されたと考えられている。

この町の多くの集落（レーフェルン、デステル、ドローネ、ハルデム、ニーダーメーネン、オッペンドルフ、ヴェーデム、ヴェストルプ）が『我らの村が美しい』コンテストで入賞している。

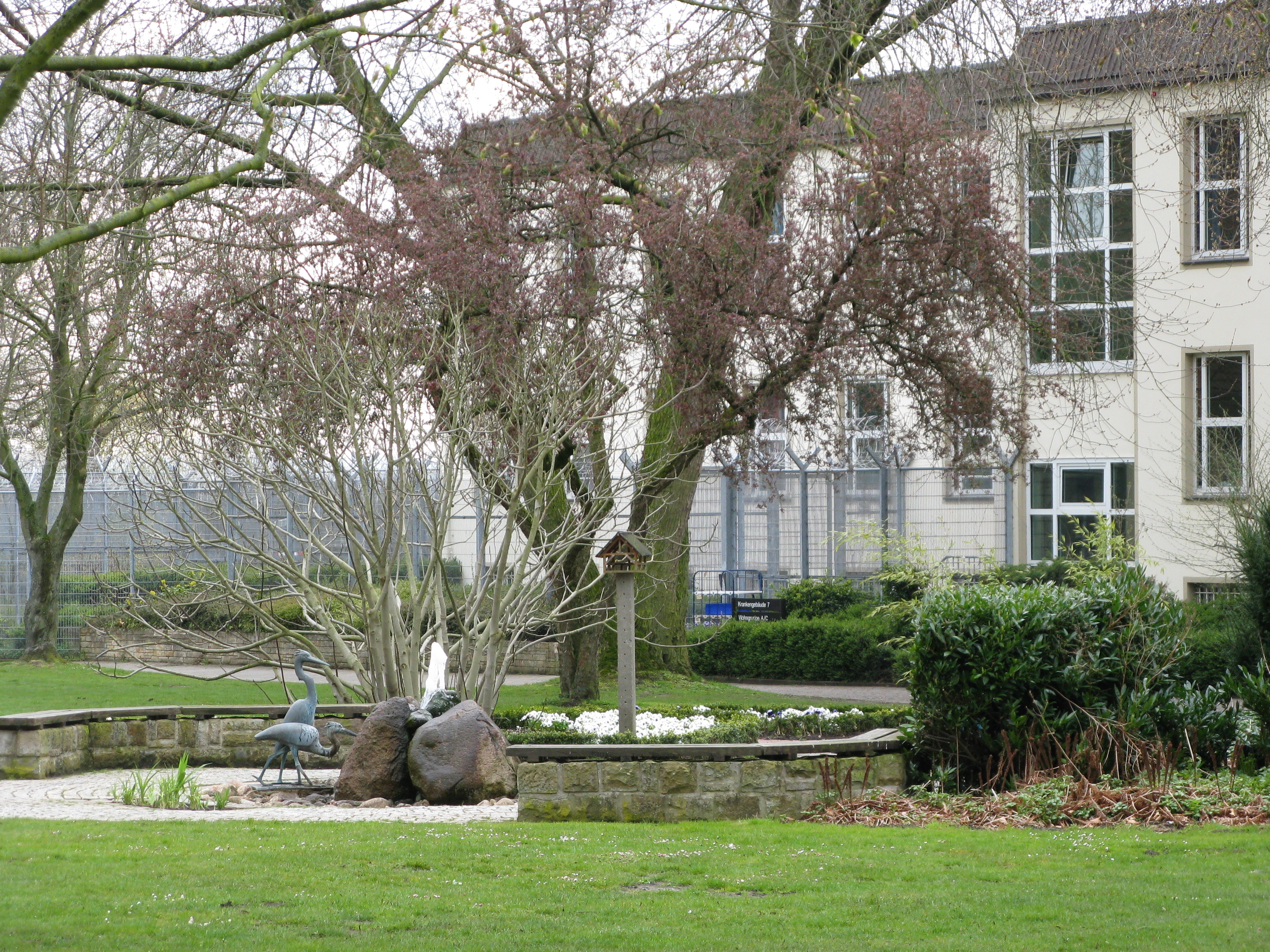
ハルデム城公園

- ハルデム城
- ヴェーデムの教会
- オッペンヴェーエの旧礼拝堂

### 公園
- ハルデム城公園: ハルデム城に付属する公園は、約8haの広さがある。その起源や、元の庭園の様子についてはわかっていない。おそらくバロック庭園であったと推定されている。1910年頃、公園東部の3haほどが風景公園となり、一部は果樹園などの実用林とされた。第三帝国時代、城館内にヒトラーユーゲントの指導者育成施設が設けられると公園は射撃場として利用され、風景公園は破壊された。遅くとも1944年4月からはイギリス軍の支配下に置かれた。歴史的な風景庭園の要素はほんのわずかしか遺されておらず、近代的要素が建物付近を彩っている[5]。
- レーフェルン保養施設・硫黄泉公園: 1835年に小さな農民の温泉が造られた硫黄泉・噴出泉の周りにある広さ約4haの公園である。この施設は1930年から32年にかけて拡張され、1951年には公衆浴場周辺が拡充された。公園内にはレーフェルンと浴場とを結ぶ長さ500mの並木道がある。公衆浴場の周辺には緑地や花壇が設けられている[6]。

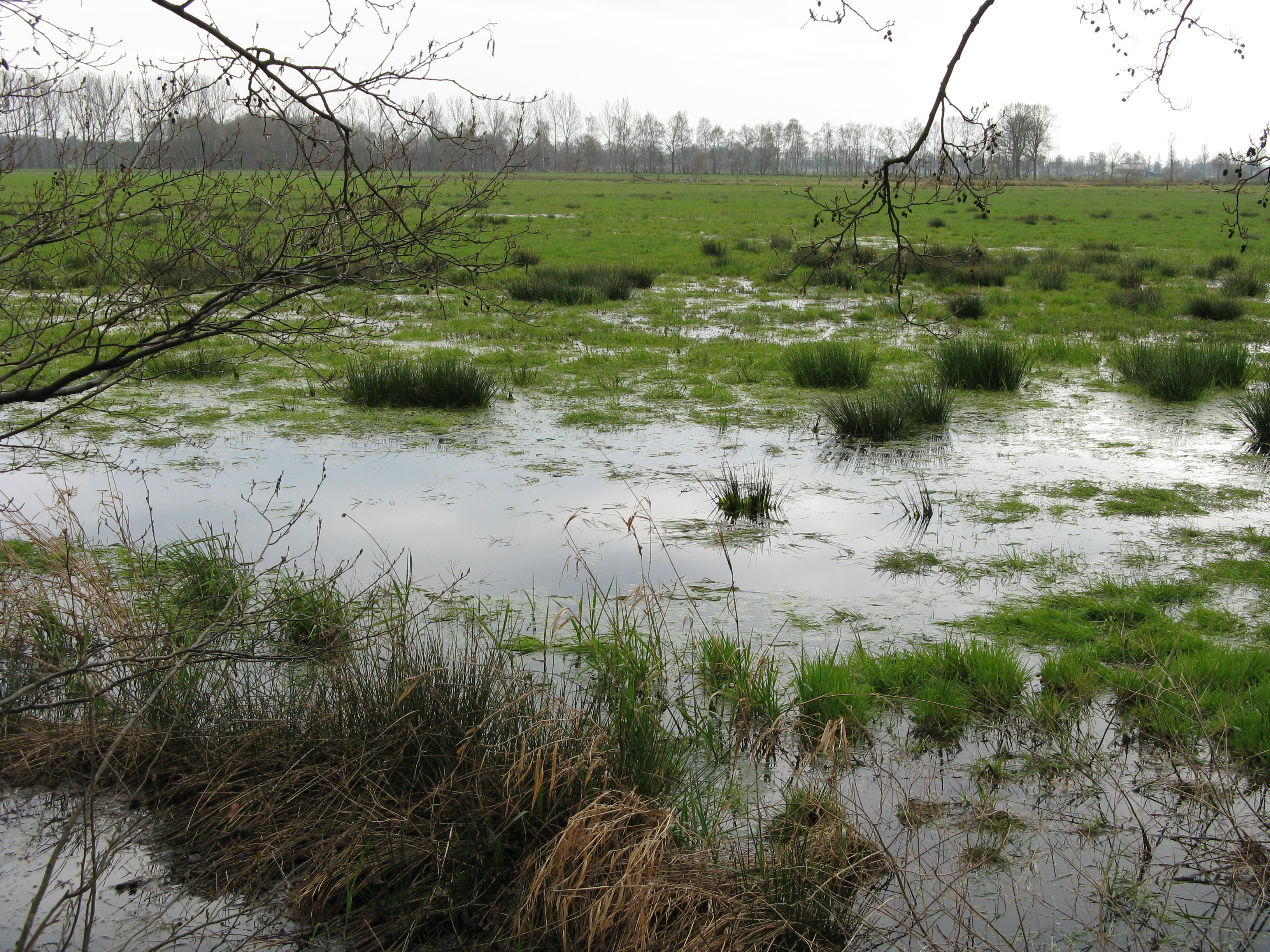
オッペンヴェーアー・モーア

### 自然
シュテムヴェーデには4つの自然保護地区がある。アム・オッペンヴェーアー・モーア（Am Oppenweher Moor、275 ha、湿原）、レーファー・タイヒ＝レーファー・ブルッフ（Lever Teich-Lever Bruch、20 ha、湿地と水面）、オッペンヴェーアー・モーア（Oppenweher Moor、215 ha、高層湿原）、レートラーゲ（Rethlage、41 ha、一部はエスペルカンプ、湿地と森）である。シュテムヴェーデの町内で 215 ha が保護されているオッペンヴェーアー・モーア（Oppenweher Moor、隣接市町村の湿地を含めると 490 ha におよぶ）は、シュテムヴェーダー山の北東に位置する。湿地の植物は踏みつけられる負荷に対して極めて脆弱であるため、板を渡した歩道や、標識で指定された散策路上しか足を踏み入れることは許されない。シュテムヴェーダー山の北西、フンテ近郊にはデュンマー自然公園のシュテムヴェーデ部分が広がる。
シュテムヴェーデ内の9本の孤立樹が自然文化財に指定されている。

### スポーツ
シュテムヴェーデは州のコンテスト「スポーツの町」で入賞した。住民の63%が町内の29のスポーツクラブに参加している。毎年開催される聖霊降臨祭の国際ジュニアトーナメントは、ドイツ全土あるいはヨーロッパのサッカークラブにはよく知られた大会である。2007年には第30回大会がヴェーデムで開催された。オッペンヴェーエにはスポーツ射撃のノルトライン＝ヴェストファーレン州運営本部がある。シュテムヴェーデの主なスポーツクラブには以下のものがある。
- TuSシュテムヴェーデ
- TuSレーフェルン
- TuSディーリンゲン
- TVフリッツ・アウフ・レーフェルン・フォン1913 e.V.（バレーボール、体操、水泳）

### 年中行事
シュテムヴェーダー・オープン・エアは1976年から毎年8月にハルデムで開催されている。この無料野外フェスティバルには2万人以上が訪れる。このイベントは2010年に第34回を迎える。
JFKシュテムヴェーデe.V. (JFK は Jugend, Freizeit und Kultur の略）は、会員数約400人のサークルで、シュテムヴェーダー・オープン・エア、休暇活動、ユーゲントビストロ「ライフ・ハウス」やその他の文化活動を運営している。シュテムヴェーダー・カルチャリングは約70人の会員で、多くの文化行事を運営し、毎年ミンデナー・シュティヒリンゲのカバレットの運営に参加している。
ヴァルトフリーデン・ワンダーランドは、サイケデリックトランスを中心とする野外音楽フェスティバルである。
民俗祭のレーフェルナー・マルクトは毎年10月に開催され、産業展示なども行われる。オッペンヴェーアー・ビュンゼマルクトは毎年9月に開催される民俗祭である。マーケットでは、たとえば芝刈りレースやドルフアーベント、テントでの礼拝などが行われる。このマーケットは250年以上昔から行われているが、かつては家畜の市場であった。やがて家畜を連れた商人は影を潜めた。アドヴェントの時期には、オッペンヴェーエの「丘のアドヴェント」、デーリンガー・アドヴェント、レーフェルンのクリスマスマーケットと町内で3つのクリスマスマーケットが開催される。

### 郷土料理・食材
オッペンヴェーエのアスパラガスは広く知られており、町内の砂地の土地で栽培されている。5月にはオストヴェストファーレン最大のアスパラガス・マーケットがシュテムヴェーデで開催される。

## 経済と社会資本

### 交通
最寄りのレムフェルデ駅は鉄道ブレーメン - オスナブリュック線に面している。この路線はディーリンゲンを通っており、この集落を二分している。ドローネには貨物専用駅がある。地方バスはレムフェルデ、ラーデン、リュベッケ、エスペルカンプ行きが運行している。シュテムヴェーデは良く整備された州道770号線（ボームテ - エスペルカンプ - ペータースハーゲン）経由で連邦道 B51、B239、B61、B482号線に接続している。最寄りの大きな空港はミュンスター・オスナブリュック国際空港およびブレーメン空港である。
シュテムヴェーデを貫いて広域自転車道 ハノーファー - シュタインフーダー・メーア - デュンマー・ゼーやミューレンルートが通っている。また、広域遊歩道 エムス - ハーゼ - フンテ - エルゼ・ヴェクがこの町を通っている。

### 地元企業
シュテムヴェーデ最大の企業は、ZFフリードリヒスハーフェンの子会社 ZFレムフェルダーGmbHで、シュテムヴェーデでは約700人の従業員が自動車部品の製造を行っている。2番目に大きな雇用主は約550人の従業員を擁するデーペンブロック・バウGmbH & Co. KG である。この2社の他は中小企業である。OKT Kunststofftechnik GmbH は、本社とヨーロッパ全体で3つある生産拠点のうちの1つがオッペンヴェーエにあり約450人が働いている。40年以上ヴェーデムに拠点を置いている OPTIFIT Jaka-グループには約300人の従業員がある。
レーフェルンには Fa. Rila Feinkost-Importe の中央管理部門と流通センターがある。

### メディア
シュテムヴェーダー・ツァイトゥングはヴェストファーレン・ブラットの地方紙である。シュテムヴェーデ向けの地方面はノイエ・ヴェストフェリシェのシュテムヴェーデ版にも掲載される。ディープホルツァー・クライスブラットはシュテムヴェーデとラーデン向けの郷土紙を発行している。郡内向けのローカルラジオ局が、ラジオ・ヴェストファーリカである。ハルデム城の処置刑務所では、ドイツで数少ない囚人新聞が制作されている。

### 公共施設
シュテムヴェーデには行政庁舎が2つある。
- ディーリンゲン行政庁舎
- レーフェルン行政庁舎

この町は、ヴェーデムで図書館/メディア館を運営しており、オッペンヴェーエ、ディーリンゲン、シュテムヴェーデ、レーフェルンにも図書館がある。
ヴェーデムのユーゲントビストロ「ライフ・ハウス」は JFKシュテムヴェーデが運営しており、青少年向けに食事を提供し、青少年活動を企画している。この活動は、シュテムヴェーデ学校センターの本課程学校や実科学校と密接に結びついており、空間的にも近くに位置している。さらにその建物は様々な種類の文化イベントに利用されており、一部は成人を対象にしている。
シュテムヴェーデ消防団はそれぞれの地区にある計13の消火班からなる。消火班は、旧アムト・ディーリンゲン、レーフェルン、ヴェーデムに対応した3つの消火隊に組織される。消防団の他にNPOのドイツ赤十字シュテムヴェーデ分団e.V.があり、災害救助西部隊に属す。
病院は郡レベルで管理されている。最寄りの病院はミンデン、リュベッケ、ラーデンにある。
ヴェストファーレン＝リッペ地方協会は薬物中毒犯罪者の治療とリハビリテーションを行う処置刑務所を運営している。
シュテムヴェーデはラーデン区裁判所管区に属す。

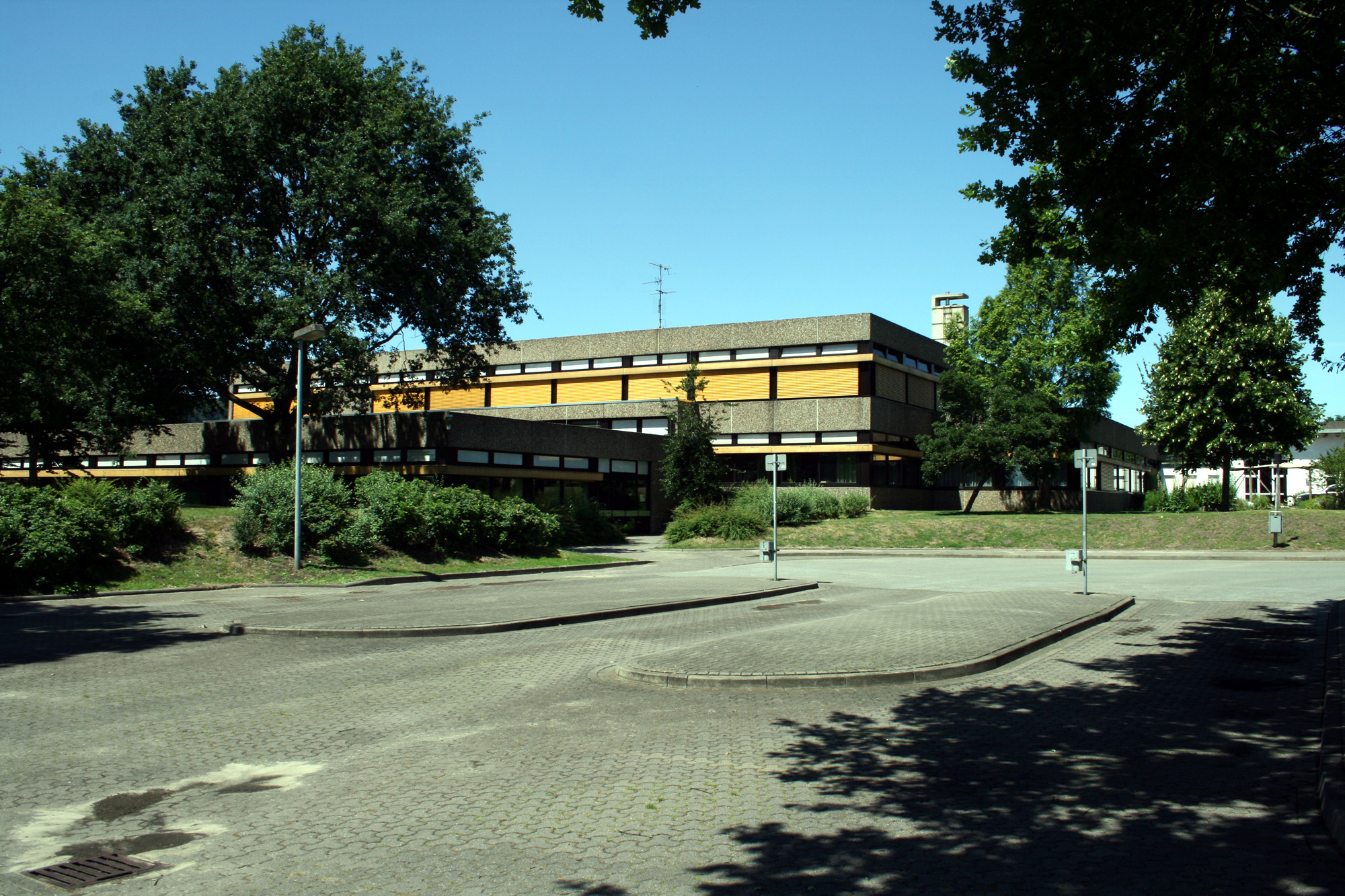
ヴェーデム学校センター

### 教育
- 基礎課程学校 5校（ハルデム、レーフェルン、オッペンドルフ、オッペンヴェーエ、ヴェストルプ）
- 本課程学校 1校（ヴェーデム）
- 実科学校 1校（ヴェーデム）

## 引用
1. ↑  Bevölkerung der Gemeinden Nordrhein-Westfalens am 31. Dezember 2023 – Fortschreibung des Bevölkerungsstandes auf Basis des Zensus vom 9. Mai 2011
2. ↑  ノルトライン＝ヴェストファーレン州データ管理・統計局: Kommunalprofil Stemwede（シュテムヴェーデのプロフィール）
3. ↑  Kai Abruszat beerbt Gerd Rybak, Kreiszeitung 2015年9月14日付け（2015年12月7日 閲覧）
4. 1 2  ヴェストファーレン文化地図: Stemwede
5. ↑  ヴェストファーレンの建築・風景文化局 Schlosspark Haldem
6. ↑  ヴェストファーレンの建築・風景文化局 Kuranlage Schwefelbad Levern
7. ↑  ミンデン＝リュベッケ郡: Ordnungsbehördliche Verordnung VII-10 des Kreises Minden-Lübbecke zur Sicherung von Naturdenkmälern im Kreis Minden-Lübbecke (PDF)
8. ↑  JFK-Stemwede のサイトの Festival ページ
9. ↑   シュテムヴェーデ消防団
10. ↑   ドイツ赤十字シュテムヴェーデ隊